# 1971–1972-es UEFA-kupa
Az UEFA-kupa 1971-72 az UEFA-kupa legelső szezonja volt. A kupát az angol Tottenham Hotspur nyerte, miután összesítésben 3–2-re legyőzte a szintén angol Wolverhampton Wandererst.

## 1. forduló
| 1. csapat                  | Össz.    | 2. csapat              | 1. mérk. | 2. mérk. |
| -------------------------- | -------- | ---------------------- | -------- | -------- |
| Hertha BSC                 | 7–2      | IF Elfsborg            | 3–1      | 4–1      |
| Dundee                     | 5–2      | Akademisk BK           | 4–2      | 1–0      |
| Rosenborg BK               | 4–0      | HIFK                   | 3–0      | 1–0      |
| Vasas                      | 2–1      | Shelbourne             | 1–0      | 1–1      |
| Glentoran                  | 1–7      | Eintracht Braunschweig | 0–1      | 1–6      |
| ÍBK Keflavík               | 1–15     | Tottenham Hotspur      | 1–6      | 0–9      |
| Celta Vigo                 | 0–3      | Aberdeen               | 0–2      | 0–1      |
| ADO Den Haag               | 7–2      | FC Aris Bonnevoie      | 5–0      | 2–2      |
| Wolverhampton Wanderers FC | 7–1      | Académica              | 3–0      | 4–1      |
| AS Saint-Étienne           | 2–3      | 1. FC Köln             | 1–1      | 1–2      |
| FC Lugano                  | 1–3      | Legia Warszawa         | 1–3      | 0–0      |
| FC Porto                   | 1–3      | Nantes                 | 0–2      | 1–1      |
| Hamburger SV               | 2–4      | St. Johnstone          | 2–1      | 0–3      |
| Southampton                | 2–3      | Athletic Bilbao        | 2–1      | 0–2      |
| Bologna                    | 3–1      | Anderlecht             | 1–1      | 2–0      |
| SSC Napoli                 | 1–2      | Rapid Bukarest         | 1–0      | 0–2      |
| Vitória FC                 | 2–2 (ig) | Nîmes Olympique        | 1–0      | 1–2      |
| Atlético Madrid            | 2–2 (ig) | Panioniosz             | 2–1      | 0–1      |
| FC Carl Zeiss Jena         | 4–3      | PFK Lokomotiv Szofija  | 3–0      | 1–3      |
| FC Basel                   | 2–4      | Real Madrid            | 1–2      | 1–2      |
| Marsa FC                   | 0–11     | Juventus               | 0–6      | 0–5      |
| GNK Dinamo Zagreb          | 8–2      | Botev Vraca            | 6–1      | 2–1      |
| FC Arad                    | 5–4      | SV Austria Salzburg    | 4–1      | 1–3      |
| Fenerbahçe                 | 2–4      | Ferencváros            | 1–1      | 1–3      |
| AC Milan                   | 7–0      | Digenísz Mórfu         | 4–0      | 3–0      |
| FK Szpartak Moszkva        | 3–2      | VSS Košice             | 2–0      | 1–2      |
| OFK Beograd                | 6–3      | Djurgårdens IF         | 4–1      | 2–2      |
| FK Željezničar             | 4–3      | Club Brugge            | 3–0      | 1–3      |
| PSV Eindhoven              | (jn)     | Hallescher FC Chemie   |          |          |
| Zagłębie Wałbrzych         | 4–2      | Union Teplice          | 1–0      | 3–2      |
| Lierse                     | 4–2      | Leeds United           | 0–2      | 4–0      |
| Rapid Wien                 | (jn)     | Vllaznia Shkodër       |          |          |

jn: játék nélkül

## 2. forduló
| 1. csapat              | Össz.    | 2. csapat                  | 1. mérk. | 2. mérk. |
| ---------------------- | -------- | -------------------------- | -------- | -------- |
| Rosenborg BK           | 4–4 (ig) | Lierse                     | 4–1      | 0–3      |
| Rapid Bukarest         | 4–2      | Legia Warszawa             | 4–0      | 0–2      |
| 1. FC Köln             | 4–5      | Dundee                     | 2–1      | 2–4      |
| ADO Den Haag           | 1–7      | Wolverhampton Wanderers FC | 1–3      | 0–4      |
| FK Željezničar         | 3–3 (ig) | Bologna                    | 1–1      | 2–2      |
| Nantes                 | 0–1      | Tottenham Hotspur          | 0–0      | 0–1      |
| Eintracht Braunschweig | 4–3      | Athletic Bilbao            | 2–1      | 2–2      |
| St. Johnstone          | 2–1      | Vasas                      | 2–0      | 0–1      |
| FK Szpartak Moszkva    | 0–4      | Vitória FC                 | 0–0      | 0–4      |
| AC Milan               | 5–4      | Hertha BSC                 | 4–2      | 1–2      |
| OFK Beograd            | 1–5      | FC Carl Zeiss Jena         | 1–1      | 0–4      |
| Zagłębie Wałbrzych     | 2–3      | FC Arad                    | 1–1      | 1–2      |
| GNK Dinamo Zagreb      | 2–2 (ig) | Rapid Wien                 | 2–2      | 0–0      |
| Real Madrid            | 3–3 (ig) | PSV Eindhoven              | 3–1      | 0–2      |
| Juventus               | 3–1      | Aberdeen                   | 2–0      | 1–1      |
| Ferencváros            | (jn)     | Panioniosz                 |          |          |

jn: játék nélkül; a Panionioszt kizárták

ig: az idegenben lőtt gólok döntötték el a továbbjutást

## 3. forduló
| 1. csapat              | Össz. | 2. csapat                  | 1. mérk. | 2. mérk. |
| ---------------------- | ----- | -------------------------- | -------- | -------- |
| AC Milan               | 3–2   | Dundee                     | 3–0      | 0–2      |
| FC Carl Zeiss Jena     | 0–4   | Wolverhampton Wanderers FC | 0–1      | 0–3      |
| Eintracht Braunschweig | 3–6   | Ferencváros                | 1–1      | 2–5      |
| PSV Eindhoven          | 1–4   | Lierse                     | 1–0      | 0–4      |
| Rapid Wien             | 1–5   | Juventus                   | 0–1      | 1–4      |
| St. Johnstone          | 2–5   | FK Željezničar             | 1–0      | 1–5      |
| Tottenham Hotspur      | 5–0   | Rapid Bukarest             | 3–0      | 2–0      |
| FC Arad                | 3–1   | Vitória FC                 | 3–0      | 0–1      |

## Negyeddöntők
| 1. csapat   | Össz.    | 2. csapat                  | 1. mérk. | 2. mérk. |
| ----------- | -------- | -------------------------- | -------- | -------- |
| AC Milan    | 3–1      | Lierse                     | 2–0      | 1–1      |
| FC Arad     | 1–3      | Tottenham Hotspur          | 0–2      | 1–1      |
| Ferencváros | 3–3 (bp) | FK Željezničar             | 1–2      | 2–1      |
| Juventus FC | 2–3      | Wolverhampton Wanderers FC | 1–1      | 1–2      |

bp: büntetők döntötték el a továbbjutást

## Elődöntők
| 1. csapat         | Össz. | 2. csapat                  | 1. mérk. | 2. mérk. |
| ----------------- | ----- | -------------------------- | -------- | -------- |
| Tottenham Hotspur | 3–2   | AC Milan                   | 2–1      | 1–1      |
| Ferencváros       | 3–4   | Wolverhampton Wanderers FC | 2–2      | 1–2      |

## Döntő
| 1. csapat               | Össz. | 2. csapat         | 1. mérk. | 2. mérk. |
| ----------------------- | ----- | ----------------- | -------- | -------- |
| Wolverhampton Wanderers | 2–3   | Tottenham Hotspur | 1–2      | 1–1      |

### Első mérkőzés
| 1972. május 3. | Wolverhampton Wanderers | 1 – 2 | Tottenham Hotspur | Molineux Stadion, Wolverhampton Nézőszám: 38 362 |
| 1972. május 3. | McCalliog 72'           | (0–0) | Chivers 57' 87'   | Molineux Stadion, Wolverhampton Nézőszám: 38 362 |

### Második mérkőzés
| 1972. május 17. | Tottenham Hotspur | 1 – 1 | Wolverhampton Wanderers | White Hart Lane, London Nézőszám: 54 303 |
| 1972. május 17. | Mullery 29'       | (1–1) | Wagstaffe 40'           | White Hart Lane, London Nézőszám: 54 303 |